# Cuttack
Cuttack (Oriya କଟକ Kaṭaka [ˈkɔʈɔkɔ]) ist eine der ältesten und zugleich zweitgrößte Stadt im indischen Bundesstaat Odisha. Bis 1950 war sie Hauptstadt von Orissa (Odisha). Sie hat etwa 600.000 Einwohner (Volkszählung 2011).
Cuttack liegt am Fluss Mahanadi. Zu ihren Sehenswürdigkeiten gehört der von Hindus wie Muslimen genutzte Qadam-i-Rasul Schrein aus dem 18. Jahrhundert. Sie ist berühmt für ihre Silberschmiedearbeiten (tarakasi). Die Firma United Textiles Inc. hat dort ihren Stammsitz, sie gilt als der größte Arbeitgeber der Stadt.
In Cuttack hat der Orissa High Court, das oberste Gericht des Bundesstaats Odisha, seinen Sitz.

## Sport
In Cuttack befindet sich mit dem Barabati Stadium ein Test-Cricket-Stadion. In der Stadt bestreitet die Indische Cricket-Nationalmannschaft regelmäßig Heimspiele gegen andere Nationalmannschaften. Im Barabati Stadium fanden unter anderem Spiele bei den Cricket World Cups 1987 und 1996 statt.

## Persönlichkeiten
- Syed Ameer Ali (1849–1928), muslimischer Jurist, politischer Führer und Autor
- Subhash Chandra Bose (1897–1945), Freiheitskämpfer
- Nityanand Kanungo (1900–1988), Politiker des INC
- Nitai Palit (1923–1990), Regisseur
- Nandini Satpathy (1931–2006), Politikerin und Autorin
- Naveen Patnaik (* 1946), Politiker und Schriftsteller
- Prashanta Nanda (* 1947), Filmschauspieler, -regisseur und -produzent
- Apurba Kishore Bir (* 1948), Kameramann und Filmregisseur
- Sanghamitra Mohanty (1953–2021), Informatikerin
- Sona Mohapatra (* 1978), Sängerin, Komponistin, Texterin und Musikproduzentin